# Biopolis

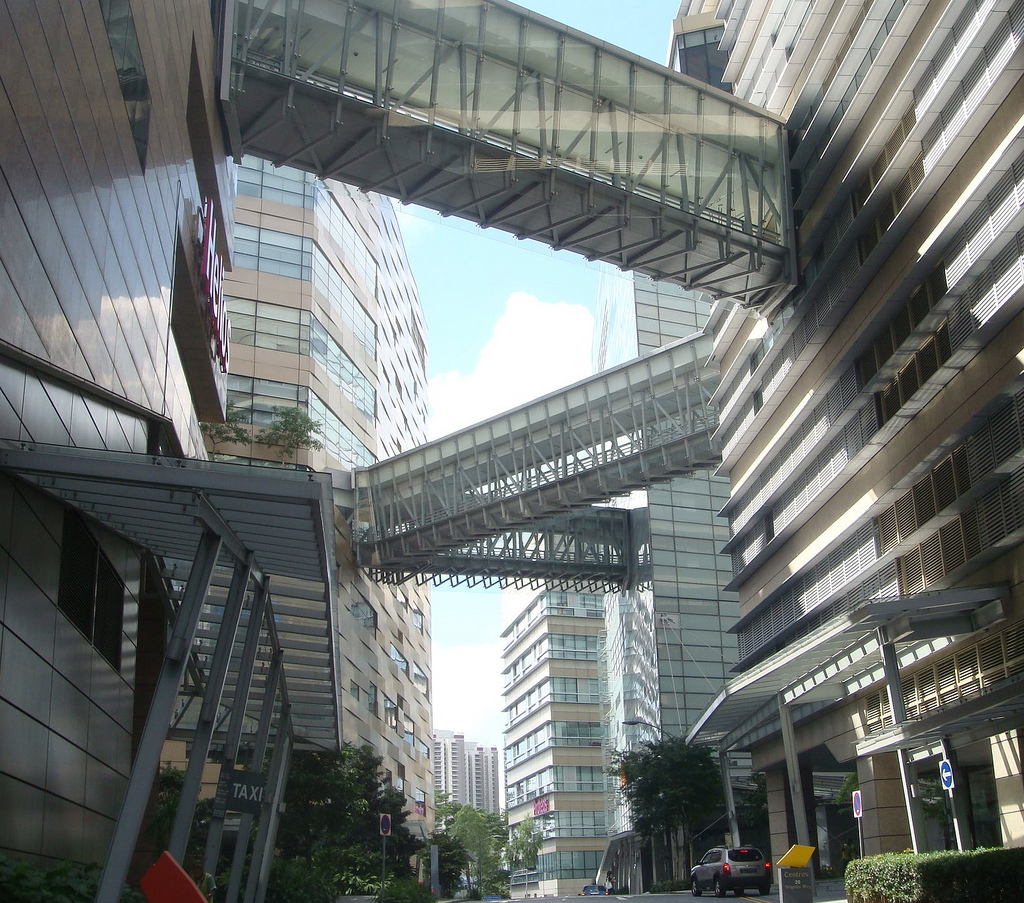

Biopolis międzynarodowe centrum naukowo-badawcze zlokalizowane w Singapurze. Badania prowadzone w centrum skupiają się na naukach biomedycznych. Koordynuje współpracę publicznych i prywatnych instytucji naukowych. Kampus jest nadzorowany przez A*STAR.
Znajduje się w sąsiedztwie licznych singapurskich uczelni i innych instytucji naukowych, m.in.:
- Narodowy Uniwersytet Singapuru (National University of Singapore)
- Politechnika Singapurska (Singapore Polytechnic)
- Instytut Edukacji Technicznej (Institute of Technical Education)
- Narodowy Szpital Uniwersytecki (National University Hospital)
- INSEAD
- Singapurski Park Naukowy

## Budowa i rozwój
Budowę centrum podzielono na dwie fazy:
- Faza pierwsza 2003–2004 budowa siedmiu (Nanos, Genome, Helios, Chromos, Proteos, Matrix oraz Centros) budynków zaprojektowanych przez Zahę Hadid o łącznej powierzchni 185 tys. m². Koszt ok. 500 mln. S$.
- Faza druga ukończona w 2006 polegała na wybudowaniu dwóch budynków Neuros i Immunos o łącznej powierzchni 37 tys. m². Koszt ok. 70 mln dolarów singapurskich.

## Opis
W budynkach fazy pierwszej siedzibę ma szereg agencji rządowych, publicznych instytutów badawczych oraz znajdują się tam laboratoria firm farmaceutycznych i biotechnologicznych
W budynkach fazy drugiej prowadzi się odpowiednio badania neurobiologiczne (Neuros) oraz immunologiczne (Immunos)
Ponadto kampus jest wyposażony w audytorium na 480 miejsc, cztery 250-miejscowe aule oraz 13 sal konferencyjnych.
Znajduje się tam również dziewięć sklepów, cztery restauracje, cztery kawiarnie, pub oraz przedszkole.